# Гяр'янурме (Йиґева)
Гя́р'янурме (ест. Härjanurme küla) — село в Естонії, у волості Йиґева повіту Йиґевамаа.

## Населення
Чисельність населення на 31 грудня 2011 року становила 72 особи.

## Географія
Через село проходить автошлях 14178 (Піккнурме — Гяр'янурме).

## Історія
До 24 жовтня 2017 року село входило до складу волості Пуурмані.